# Wilhelm Thiele (Architekt)
Wilhelm Thiele (* 12. Juli 1873 in Halle an der Saale; † nach 1945 möglicherweise in Schliersee) war ein deutscher Architekt und Entwerfer von Raumausstattungen.

## Leben
Er studierte an der Technischen Hochschule und an der Kunstgewerbeschule in Dresden, wo er Mitglied des Corps Thuringia Dresden wurde. Er erlangte den Rang eines Regierungsbaumeisters und fertigte u. a. Möbelentwürfe, so etwa 1903/04 für das Verwaltungsgebäude der Ministerien für Kultur, Justiz und Inneres in Dresden, die von den Dresdener Werkstätten für Handwerkskunst gefertigt wurden. Zum 1. April 1907 wurde er Direktor der neu gegründeten Handwerker- und Kunstgewerbeschule Bielefeld, deren Neubau er auch entwarf. Zum 1. Oktober 1912 wechselte er als Direktor an die Kunstgewerbe- und Handwerkerschule Charlottenburg. Von 1921 bis Ende 1924 war er Direktor der Kunstakademie Königsberg. Ab 1926 war er Leiter der Werklehrerbildungsanstalten an der Staatlichen Kunstschule Berlin.
Er gehörte 1907 zu den Mitbegründern des Deutschen Werkbundes.